# Bosom Friends
Bosom Friends ist eine US-amerikanisch-kanadische Kurzfilm-Komödie aus dem Jahr 1934.
Bosom Friends wurde von der Filmproduktionsfirma Treasure Chest sowie von Skibo Productions produziert und von E.W. Hammons präsentiert. Hammons war der Gründer der Produktionsfirma Treasure Chest, mit der er zunächst Lehrfilme drehte, dann aber zur Produktion von Komödien überging. Den Filmverleih übernahm die Fox Film Corporation. Der Schwarz-Weiß-Film wurde in englischer Sprache und auf einem Material mit dem Verhältnis von 1.37 : 1 gedreht. Das Negativmaterial wurde auf 35-mm-Filmen aufgenommen und auch später in diesem Format ausgestrahlt. Der einrollige Film hat eine Länge von 237 Metern. Der Sprecher des Films, James F. Clemenger, hatte hier seinen einzigen Auftritt in einer agierenden Position, sonst war er in erster Linie Drehbuchautor.
Bosom Friends war 1935 in der Kategorie Bester Kurzfilm – Novelty für den Oscar nominiert. Bei der Preisvergabe unterlag er aber dem Film City of Wax von Stacy und Horace Woodard, der ebenfalls von Skibo Productions hergestellt wurde. Es waren die ersten Oscar-Nominierungen für Skibo Productions, zwei weitere folgten 1936 und 1938, die auch beide gewonnen wurden. Somit war Bosom Friends der einzige oscarnominierte Film der Firma, der den Preis am Ende nicht gewinnen konnte.